# Jean-Jacques De Gucht
Jean-Jacques De Gucht (München, 9 december 1983) is een voormalig Belgisch politicus voor de Vlaamse liberale partij Open Vld.

## Levensloop
Jean-Jacques De Gucht is de zoon van Karel De Gucht, gewezen minister van Buitenlandse Zaken en Europees commissaris voor handel, en Mireille Schreurs, politierechter in Aalst. Hij heeft één broer, Frédéric. De Gucht bracht zijn schoolgaande jeugd door in Aalst, aan het Atheneum en het Lyceum. Hierna studeerde hij culturele agogiek aan de Vrije Universiteit Brussel, waar hij in 2007 afstudeerde. 
De Gucht kreeg zijn politieke interesse en liberale gedachtegoed mee van thuis. Tijdens zijn studies was hij actief bij het LVSV. Van 2002 tot 2007 was hij lid van het LVSV Brussel waarbij hij in het academiejaar 2004-2005 het voorzitterschap op zich nam. Aanvullend was hij lid van de overkoepelende structuur, LVSV-nationaal, waar hij politiek secretaris was in 2005-2006 en vicevoorzitter in 2006-2007.
De Gucht stelde zich voor het eerst verkiesbaar bij de lokale verkiezingen van oktober 2006, toen hij opkwam voor de provincieraad van Oost-Vlaanderen voor het kanton Zele. Hij kreeg 4148 voorkeursstemmen, maar werd niet verkozen.
Bij de federale verkiezingen van juni 2007 was hij opnieuw kandidaat. De Gucht kwam op voor de Senaat vanaf de tiende plaats. Hij kreeg 66.942 voorkeurstemmen achter zijn naam en raakte rechtstreeks verkozen als senator. Het maakte van hem de jongste Belgische senator ooit. Hij bleef rechtstreeks gekozen senator tot eind juni 2009 en was in de Senaat van oktober 2007 tot juni 2009 ondervoorzitter van de commissie Sociale Aangelegenheden.

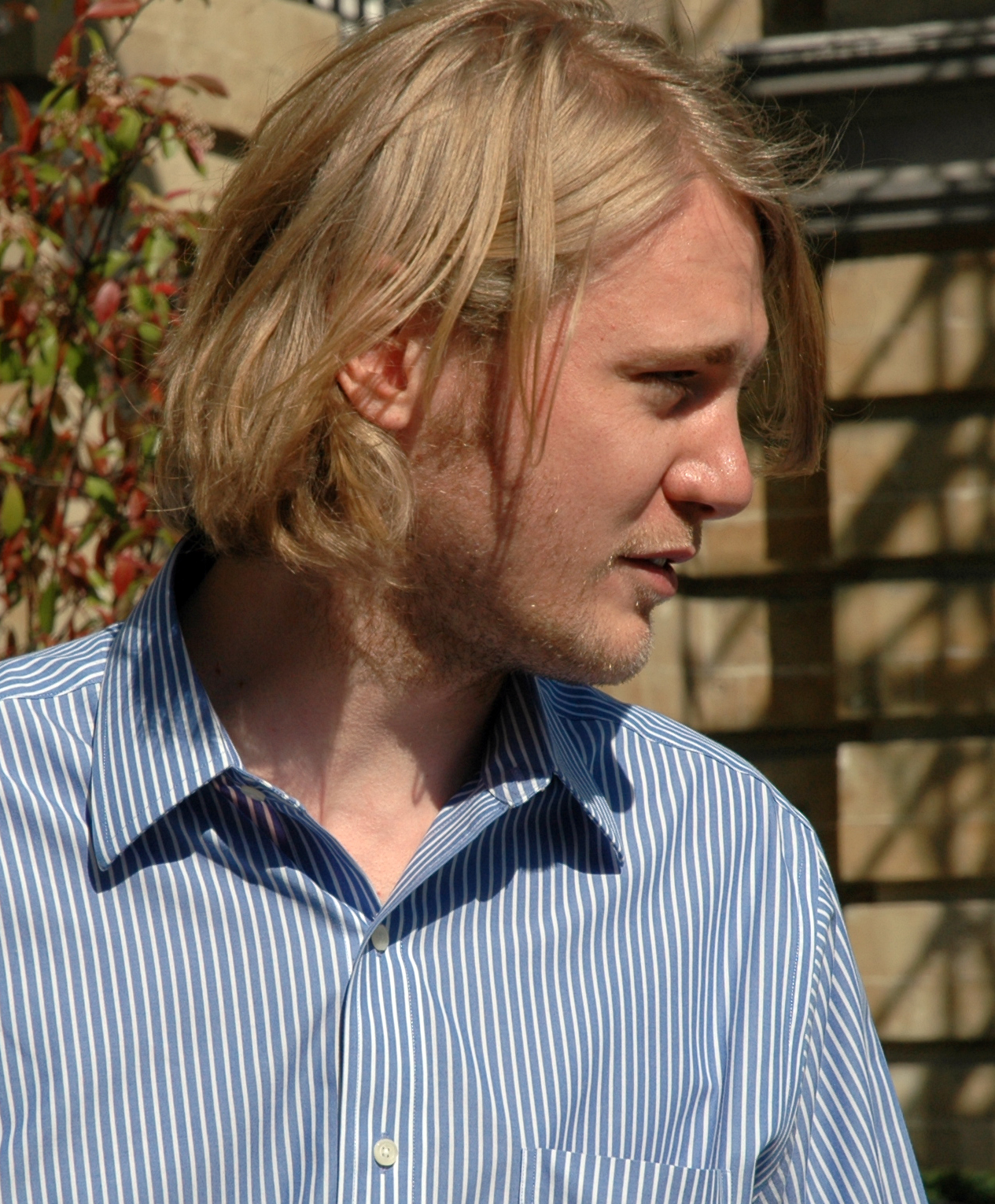
De Gucht in 2008

In de loop van 2008 werd hij aangeduid als algemeen secretaris van de Open Vld en vervolgens als lid van het partijbestuur. In datzelfde jaar, na het beëindigen van zijn studies, ging hij in Aalst wonen en engageerde zich er in de lokale partijafdeling.
De Gucht werd aangeduid als lijsttrekker voor de Oost-Vlaamse Open Vld-lijst bij de Vlaamse verkiezingen van 7 juni 2009. De kiezer stuurde hem naar het Vlaams Parlement, een mandaat dat hij vanaf juli 2009 zou combineren met dat van gemeenschapssenator. Na de federale verkiezingen van 2010 liep zijn mandaat als gemeenschapssenator af, maar in januari 2013 zou hij het opnieuw opnemen nadat partijgenoot Bart Tommelein na de gemeenteraadsverkiezingen van 2012 ontslag nam als gemeenschapssenator.
In 2012 trok De Gucht de Aalsterse lijst bij de gemeenteraadsverkiezingen. Zijn partij eindigde derde en belandde in de oppositie. Na de gemeenteraadsverkiezingen van oktober 2018 werd Open Vld wel opgenomen in de coalitie. In januari 2019 werd De Gucht ingezworen als schepen, met de bevoegdheden openbare werken, mobiliteit, personeel en cultuur.
Bij de verkiezingen van 25 mei 2014 kwam De Gucht opnieuw op voor het Vlaams Parlement. Van op de derde plaats behaalde hij 25.921 voorkeursstemmen en werd zo opnieuw verkozen Daarenboven werd hij begin juli 2014 deelstaatssenator aangeduid vanuit het Vlaams Parlement en voorzitter van de Open Vld-fractie in de hervormde senaat. Hij bleef senator en fractieleider tot in december 2018, toen hij ontslag nam om schepen van Aalst te kunnen worden. Bij de Vlaamse verkiezingen van mei 2019 stond hij op de tweede plaats van de Oost-Vlaamse Open Vld-lijst. Hij werd herkozen met 20.460 voorkeursstemmen.
De Gucht ambieerde bij de verkiezingen van juni 2024 opnieuw de tweede plaats op de Vlaamse Open Vld-lijst in Oost-Vlaanderen, maar deze werd uiteindelijk toegewezen aan Egbert Lachaert. Hij aanvaardde vervolgens de derde plaats op de federale lijst. Hij raakte door de verkiezingsnederlaag van zijn partij niet verkozen en kondigde aan niet deel te nemen aan de gemeenteraadsverkiezingen van oktober 2024 en nadien uit de politiek te stappen. In december 2024 liepen zijn lokale mandaten af.

## Parlementair werk
De Gucht is vooral gekend voor zijn wetgevende initiatieven rond ethische thema's, zoals euthanasie.
In 2008 diende De Gucht een wetsvoorstel in tot uitbreiding van de euthanasiewetgeving voor minderjarigen. Zes jaar later, op 28 mei 2014, werd de wet door een wisselmeerderheid goedgekeurd. Deze uitbreiding van de wetgeving bouwde bijkomende voorwaarden in. Ten eerste is de wet enkel van toepassing wanneer een minderjarige fysiek ondraaglijk lijdt. Een minderjarige kan in tegenstelling tot een volwassene dus geen verzoek indienen op basis van psychisch lijden. Ten tweede moet de minderjarige ongeneeslijk ziek zijn wat leidt tot het overlijden binnen afzienbare tijd. Voor een volwassene is dit laatste, het terminaal ziek zijn, geen voorwaarde. Ten derde is het noodzakelijk dat een arts die daartoe opgeleid is en die niet de behandelende arts is, nagaat of de minderjarige oordeelsbekwaam is. Hij moet aangeven of de minderjarige zich bewust is van de situatie waarin hij of zij zich bevindt en van de consequenties van zijn of haar vraag om euthanasie. Ten vierde moeten de ouders hun schriftelijk akkoord geven dat ze instemmen met de vraag van hun kind.
In 2014 werd De Guchts wetsvoorstel rond meemoederschap goedgekeurd. Sindsdien kunnen zogenaamde meemoeders in een lesbische relatie het kind van hun partner eenvoudig erkennen in plaats van een adoptieprocedure te moeten doorlopen.
De Gucht zette zich ook in voor een meer flexibele wetgeving rond ei- en zaadceldonatie die meer keuzevrijheid moest laten aan wensouders, zodat donorkinderen meer informatie kunnen bekomen van hun biologische ouder.
In het Vlaams Parlement werkte hij op de dossiers cultuur, onderwijs en inburgering. Daarnaast zette hij zich in voor de neutraliteit van de overheid, gelijke kansen in het onderwijs, de verdediging van lgbt-rechten en het mentaal welbevinden van jongeren op school.

## Privé
Tijdens zijn studies aan de ULB leerde hij ook zijn latere vrouw kennen, met wie hij in 2012 getrouwd is en in 2013 en 2015 een zoon kreeg. In 2017 gingen ze uiteen.